# Plavia, Prahova
Plavia este un sat în comuna Iordăcheanu din județul Prahova, Muntenia, România.
Așezarea este atestată documentar în 1645.
Localitate dispusă în sudul comunei Iordăcheanu, pe malul stâng al râului Cricovul Sărat. 
Denumirea localității derivă din slavonul « Plavi » = ceva ce plutește sau « plavie »=insulă plutitoare formată din plute, nămol și pietroaie. În sanscrită « plava »=a înota, a pluti, a fi ajutat.
Istoricul, în general, necunoscut. S-ar putea să fi luat ființă prin secolul al XVIII-lea. 
Prima atestare documentară, cunoscută nouă, se află în memoriile generalului Bauer. Localitatea figurează și în « Istoria Daciei... » (1815) a lui D. Fotino. 
Prin 1814, după DGJPh prin 1817-1818, după « Bibliografia », ar fi fost înălțată biserica « Sf. Nicolae » din localitate, care în 1909 se afla în ruină din motive necunoscute nouă. 
În curtea actualei biserici se află o cruce din piatră, de la jumătatea secolului al XIX – lea, poate de pe vremea vechiului lăcaș. 
Analele parlamentare din 1831 semnalează și ele satul Plavia, ca făcând parte din plasa Cricov a Jud. Săcueni și având doar 58 de familii. Până în 1845 (când s-a desființat jud. Saac), Plavia era resedința plasii Tohani, afirmație ce ni se pare eronată. 
DTSR (1872) menționează așezarea ca sat component al com. Iordăcheanu, fapt confirmat și în DGJPh. 
În perioada interbelică satul intra în componența com. Gornețu-Cricov. 
După război, HCM restabilește apartenența de comuna Iordăcheanu, în componența căruia îl găsim, dar prin Decizia nr. 275/1989 a comunei ex. al Cons. Pop. Jud. Ph., satul dispărea ca unitate administrativ teritorială. Legea cu pricina fiind abrogată în 1990, toate revin la matca lor. 
În prezent este sat component al comunei Iordăcheanu. 
În 2011, localitatea avea 211 locuitori.